# ビデオギャラリーSCAN
ビデオギャラリーSCANは、日本で初めてビデオアートの展示・保存・普及を専ら目的としたアートギャラリー。

## 概要
1980年に女性のパフォーマンスアーティストであり，霧の彫刻家としても知られる中谷芙二子によって設立され，東京の原宿地区に位置する独立したアーティスト運営の組織であった．規模は小さいながらも，ギャラリーは多機能なスペースであり，そのサービスにはビデオ配信サービス，ビデオアーカイブとライブラリ，上映スタジオ，展示エリアが含まれていた.
SCANの創設者でありキュレーターでもある中谷芙二子は，自身のビデオアートを個展で定期的に発表するアーティストの一人であった．ギャラリーのキュレーターである清恵子によれば、SCANの使命は「ビデオアートの地位をアート、テレビ、映画の領域へと高めること」だった．ビデオギャラリーSCANの設立は、1980年代におけるビデオ技術の成熟や、批評家浅田彰によるポストモダニズムの日本への紹介と同時期に行われた．これらの現代アートにおける変化を受け，SCANはビデオアートの技術的および美学的な特性を映画やテレビの芸術的価値と同等の立派な美術メディアとして位置づけることを目指した．
東京の美術館，ギャラリー，大学がビデオアートを展示せずコレクションとしてビデオ作品を所蔵していなかった為，SCANは国内外のビデオアーティストを日本で広めることができるセンターとして自らを位置づけていた．12年間の運営期間中，このギャラリーは日本全国，アメリカ，ヨーロッパ，オーストラリアから多様なアーティストを展示した．その影響力を拡大し，追加の資金を確保するため，SCANは後にいくつかのビデオフェスティバル，マルチメディアイベント，提携機関との共同展示を組織した．

## 起源（1966年～1979年）
中谷のそれまでの数十年にわたる芸術活動は，急速に拡大していたビデオアートという媒体に焦点を当てたギャラリーを立ち上げるという彼女の決断に影響を与えた．
1966年，中谷は視覚芸術家とエンジニアの創造的なコラボレーションを促進する団体「Experiments in Art and Technology（E.A.T.）」に参加した．この団体への参加を通じて，中谷は新たに開発されたビデオ技術を芸術プロジェクトに融合させる試みに触れる事になる．
日本のアバンギャルドコミュニティでビデオアートが注目され始めた1972年から1970年代中頃にかけて，中谷は「ビデオひろば」の創設メンバーとなった．「ビデオひろば」の目的はE.A.T.とは異なり，純粋に芸術的な機能ではなく，ビデオ技術を公共のコミュニケーション手段として活用する可能性を探求することに焦点を当てていた．このようなオルタナティブメディアの制作は，中谷にとってビデオを観察の手段として活用する新たな可能性を示すものだった．
「ビデオひろば」での活動と並行して，中谷は1971年に発表されたマイケル・シャンバーグの重要な著書『ゲリラ・テレビジョン』を読んだことで，ビデオアートへの関心をさらに深めた．シャンバーグは，放送テレビを批判し，オルタナティブなビデオの可能性を提唱していました．中谷はビデオアートの正当性に関するシャンバーグの主張に共感し，1974年にはこの著書の日本語訳を出版しました．現在，中谷をはじめとする日本のアーティスト達は，この著書を「ビデオアートのバイブル」と称えている．美術史家達は，中谷が「ビデオギャラリーSCAN」を設立した背景には，「ゲリラ・テレビジョン」がビデオアートネットワークを支持していたことが影響していると推測している．しかし，中谷の作品はビデオアートに限定されるものでは無く，彼女はビデオアートを他の媒体と頻繁に融合させ，異なる創造分野の個人と協力して作品を制作した．1980年には，彼女の代表的な霧の彫刻をトリシャ・ブラウンの振り付けによる『Opal Loop/Cloud Installation』の視覚デザインに組み込んだ．同年，アメリカのビデオアーティストであるビル・ヴィオラが，栃木県川治温泉で開催された「光・音・霧の祭典」における中谷の霧の彫刻『KAWAJI』の制作で協力した．

## ビデオギャラリー SCAN (1980 - 1992)
1970年代後半から1980年代初頭にかけて，東京のほとんどの美術館，ギャラリー，大学ではビデオアートの展示が行われていなかった．現代アート，特にビデオやメディア作品への財政的支援の不足は，日本におけるビデオアートの不可視性をさらに悪化させる構造的な問題となっていた．
1980年，中谷は自身の資金を用いて，東京の賑やかな原宿エリアにギャラリーを購入した．Video Gallery SCANは「グリーンランド原宿」と呼ばれる建物の1階に位置し，そこは中谷が生活し，仕事をする場でもあった．ギャラリー自体は小さな一室で，その広さは約60平方メートル（650平方フィート）と推定されている．
SCANという名称は，ビデオアーティストであり中谷の親しい友人でもあるビル・ヴィオラによって考案された．彼は，この名前がビデオモニターに表示されるスキャンラインのイメージを想起させ，ギャラリーがビデオやメディア作品に焦点を当てていることを強調するものだと述べた．その後，「Bill Viola: Selected Work 1976 - 1980 」（1980年4月〜1980年10月）が，SCANで開催された最初期の個展の1つとなる．
SCANは，日本で唯一ビデオアートを展示する芸術機関であるという独自の地位を持つだけでなく，完全に女性によって運営されている組織でもあった．中谷はギャラリーで芸術的およびキュレーションの役割を担い，SCANの運営期間中に2人の女性キュレーターを採用した．キュレーターでありメディア活動家でもある清圭子（Keiko Sei）は，1983年から1987年までSCANで働き，その後，東欧へ移り，共産主義体制下の都市でビデオアーティストがどのように独立した創作表現を行っているかを研究した． 音楽学者の玉木恵子（Keiko Tamaki）は，1988年に清の後任として採用され，1992年のギャラリー閉鎖まで勤務した．
SCANの活動期間はわずか10年余りだったが，日本のビデオアート運動を再活性化させ，国内外のビデオアートネットワークを構築した．これにより，若手のビデオアーティストやメディアアーティストたちのキャリアが開花し，彼らを世界的に著名な多分野のクリエイターたちと結びつける役割を果たした．
しかし，1990年代初頭におけるデジタルアートやテクノロジーの隆盛により，SCANの活動に匹敵する美術館やギャラリーでの展示が急増し，これが1992年の閉館につながる要因となった．

## 成功
SCANが成功を収め，世界の現代アートに長きにわたり影響を与え続けた理由は多岐にわたる．
SCAN設立当時，中谷は47歳で，すでに日本のアートコミュニティで著名な存在であった．そのため，彼女の日本およびアメリカのアート界への関与は1950年代半ばから後半にまで遡り，ロバート・ラウシェンバーグ，ビル・ヴィオラ，小林白道といった著名なアーティストや，Electronic Arts Intermixやニューヨーク近代美術館（MoMA）などの機関，さらにはE.A.T.やビデオ広場といった団体との実りある専門的関係を築いてきた．
中谷は，自身のアーティスティックおよびキュレーターとしてのビジョンを戦略的なマーケティングと融合させた．彼女はVideo Gallery SCANを活用し，日本のビデオアートシーンを，アメリカ，カナダ，ヨーロッパ，オーストラリアといった主要な現代アート拠点の海外ビデオアーティストと結びつけるハブとして機能させた．中谷は複数の国際的なアーティストをSCANの展示に招き，彼らの作品をギャラリーのビデオライブラリーに加えた．例えば，オーストラリアのピーター・キャラスや，日米アーティスト交換フェローシップに関与していたアメリカのゲイリー・ヒルがその例である．
SCANは，オーストラリアのビデオアートシーンとの結びつきを特に深めた．1970年代後半から1980年代初頭にかけ，日豪間の文化的結びつきが強化された時期にあたる．日豪芸術文化交流委員会は，現地のギャラリーオーナーとの協力を通じ，両国のアーティストの作品を広く公開する機会を増やした．SCANもこの取り組みに参加し，1983年に画期的な「Continuum '83, Australian Artists in Japan」を企画した．この展示会では，オーストラリアのアーティスト7名がビデオ作品やメディア作品を出展した．出展者のひとりであるピーター・キャラスは，この展示会のキュレーターも務め，その後SCANのビデオフェスティバルの審査員も担当した．原宿の高い通行量を背景に，この展示会は非常に人気を博し，日本における現代オーストラリアアートの最初の大規模な展示会となった．
1980年代の大半にわたり，Video Gallery SCANは日本国内でビデオアートを展示する唯一の施設としての地位を維持した．これは，博物館やギャラリーを含むいかなる他の施設にもない特徴であった．西洋の美術界はSCANの独自性に注目し，アートメディアや出版物においてその特異性を取り上げるようになった．特に，アメリカのキュレーターであり，メディアアートやサウンドアートの専門家であるバーバラ・J・ロンドンは，SCANが日本のビデオアートの発展と洗練に果たした役割に深く感銘を受けた．

## プログラム内容
SCANのプログラムは，ビデオアートやメディアアートの展示に限られていなかった．ビデオアートを保存し，その重要性について一般に教育し，さらにビデオアーティストが作品を編集・制作できるようにする為の複数のサービスも提供していた．

### 展示ギャラリースペース
ビデオギャラリーSCANでは，日本国内外のアーティストによるビデオおよびメディア作品が展示された．毎年2種類の展示会が開催され，それがFOCUSとSCAN Openである．FOCUS展は1980年から1988年までの間に年間平均2～4回開催され，国内外の著名なアーティストの作品が紹介された．一方，SCAN Open展は公募形式の展示会で，1980年から1992年までの間に年間1～2回開催され，日本全国から新人のビデオアーティストを対象としていた．主な参加者は，寺井弘典，川口真央，串山久美子，黒塚直子，島野義孝，斉藤信，原田大三郎，土佐尚子，櫻井宏哉，邱世源（キュウ・セイゲン），それにソニーのエンジニアであった篠原康雄などである．
他のアートギャラリーとは異なり，個々の展示会でビデオ作品を鑑賞するためには来場者が料金を支払う必要がある．数年間，これはSCANの主な収入源となっていた．このような入場料制度は，商業ギャラリーというよりも標準的な美術館の方針に近いものである．

### ビデオ配信とテープライブラリー
SCANは，日本国内外のビデオアーティストのビデオテープを数百本保存していた．ビデオアートストアと貸出ライブラリーの二重の役割を持ち，ビデオ作品は日本の美術館，ギャラリー，大学に定期的に販売・貸し出されていた．当時，ビデオアートはまだ現代アートの重要な構成要素とは見なされておらず，十分な学術的注目も得られていなかった．そのため，テープライブラリーはビデオアートの歴史的発展や最新動向をアーカイブする役割を果たした．このSCANの活動は，ビデオアートやメディアアートの非営利団体であるElectronic Arts Intermixとの協力により実現した．

### 編集室
ビデオアーティスト達は，SCANが提供するビデオ録画機材やその他の技術設備を利用して，自身の創作プロジェクトを編集し，実験的な制作活動を行うことが許可されていた．

### スキャニング・プール
「スキャニング・プール」とは，マルチメディアアートと融合した音楽やパフォーミングアーツに焦点を当てたイベントである．1988年に，ビデオギャラリーSCANのディレクターに昇進した玉木恵子は，自身の音楽学の背景やピアニストとしての経験を活かし，主にアンダーグラウンド音楽を中心としたライブ音楽パフォーマンスを積極的に推進した．同年には，フランスのサウンドアーティストであるクリストフ・シャルルを招待し，「ライブエレクトロニックミュージック」を披露した．これが彼の日本での初公式コンサートとなる．

### ビデオフェスティバル
数年以内に，SCANは自身が代表するアーティストやテープライブラリに所蔵する作品を世界的なビデオアートフェスティバルで展示するよう招待された．こうした数多くのイベントへの参加により，SCANは現代アートにおける重要な地位をさらに確固たるものとした．
- 1984: “Japanese Video Art” Exhibition - The American Film Institute, Los Angeles, California
- 1984: “Japanese Video Art” Exhibition - Montreal VIDEO ‘84, Montreal, Canada
- 1989: “Japan Special” - Bonn Biennale, Bonn, Germany
- 1989: “New Tools, New Images: Art and Technology in Japan” - Europaria Japan, Belgium
- 1991: “Special Feature on Japanese Video Art” - Photo Optica Brazil, Brazil
- 1991: Japan Festival, United Kingdom
- 1992: ZKM Video Competition, Germany

1987年までに，SCANは日本国内での芸術的認知を高める為，自主的にビデオフェスティバルを開催する事を決定した．その第一弾となったのが，東京のスパイラルアートコンプレックスで開催された「Electrovisions: Japan 87 Video Television Festival（1987）」である．このイベントでは，ビデオアートの展示，パフォーマンスアート，ミニシアター，ジャン＝リュック・ゴダールの映画プレミア，コンピュータグラフィックアートのプレゼンテーション，研究シンポジウムなど，観客を惹きつける多彩なマルチメディアプログラムが提供された．
「Delicate Technology: 2nd Japan 89 Video Festival（1989）」および「Japan 92: 3rd Video Television Festival（1992）」は，SCANの主催により，東京のスパイラルで開催された．

## 功績
Video Gallery SCANが設立されるまで，ビデオアートという創作メディアは，伝統的な美術（絵画，彫刻，書道）や映画・テレビに比べて，芸術の階層においてはるかに低い位置に追いやられていた．しかし，設立から数年のうちに，現代日本および国際的なビデオアーティストの作品を定期的に展示・推進する中谷芙二子の取り組みにより，ビデオアートに対する芸術界の認識が大きく変化した．
アメリカの著名な日本文学・文化翻訳家であるアルフレッド・バーンボームは，Video Gallery SCANを「日本の『ビデオアート』の中心地であり，発信基地」としてその重要性を明確に示した．SCANは，ビル・ヴィオラや草間彌生といった既に確立されたアーティストのキャリアをさらに発展させただけでなく，春と秋に開催されたコンペティションや公募広告を通じて，黒塚直子，原田大三郎，小川律，斉藤誠，黒川良信といった新世代のビデオアーティストのキャリアを切り開くきっかけを提供した．
ビデオギャラリーSCANは，1980年代にビデオアートを芸術的な表現手法として普及させた事により，関連プログラムである「ビデオアートネットワーク」が発足した．これにより，都市部のビデオアートが日本各地の地方コミュニティにもより容易に配信されるようになる．
1990年にスイスのルカルノで開催されたルカルノ・ビデオ・フェスティバルにおいて，中谷芙二子はビデオギャラリーSCANでのリーダーシップおよびビデオアートの普及と保存への多大な貢献が評価され，Laser d'Orを受賞した．
ビデオアートが現代美術史において重要なメディアとして認識されるようになった事で，主要な美術館の常設コレクションにビデオ作品が含まれるようになる．SCANのコレクションに含まれていた多くのビデオ作品は，現在では世界的に有名な機関が所蔵しており，特にロサンゼルスのJ・ポール・ゲティ美術館や日本の川崎市市民ミュージアムがあげられる．
SCANは，ビデオアートの影響力と普及範囲を拡大しただけでなく，メディアアートというより広い領域にも多大な影響を与えた．1992年以降，ビデオアートへの関心が再び高まった結果，あらゆる形態のメディアアートの保存，展示，研究に特化した文化芸術組織が設立されるようになる．1997年に新宿の東京オペラシティタワーに設立されたNTTインターコミュニケーション・センター（InterCommunication Center, ICC）は，その中でも最大規模で，最も活発に活動している機関の一つである．ICCの使命は「科学，技術，芸術文化の対話を促進し， 世界中のアーティストと科学者を結ぶネットワークと情報交換の拠点となること」である．
ビデオギャラリーSCANが閉鎖された後も，その名前は他の機関の芸術展覧会と関連付けられるようになる．たとえば，N.T.T.インターコミュニケーション・センターが1998年に開催したチェコ系アメリカ人ビデオアーティスト，ウッディ・ヴァスルカの展覧会「The Brotherhood: A Series of Six Interactive Media Constructions」がその一例である．

## コレクションのハイライト
| Artist/Collective                                | Artwork Title                                  | Year           |
| ------------------------------------------------ | ---------------------------------------------- | -------------- |
| Fujiko Nakaya                                    | Friends of Minamata Victims - Video Diary      | 1972           |
| Fujiko Nakaya                                    | Statics of an Egg                              | 1973           |
| Keigo Yamamoto                                   | Hand No. 2                                     | 1973           |
| Bill Viola                                       | Migration                                      | 1976           |
| Bill Viola                                       | The Space Between the Teeth                    | 1976 - 1977    |
| Bill Viola                                       | Truth Through Mass Individuation               | 1976 - 1977    |
| Bill Viola                                       | The Morning After the Night of Power           | 1977           |
| Bill Viola                                       | Sweet Light                                    | 1977           |
| Bill Viola                                       | Moonblood                                      | 1977 - 1979    |
| Bill Viola                                       | Silent Life                                    | 1979           |
| Bill Viola                                       | Vegetable Memory                               | 1978 - 1979    |
| Bill Viola                                       | Chott el-Djerid (A Portrait in Light and Heat) | 1979           |
| Norio Imai                                       | Time Clothing                                  | c. 1978 - 1979 |
| Norio Imai                                       | On air                                         | 1980           |
| Jill Scott                                       | Constriction                                   | 1982           |
| Yoshitaka Shimano                                | For a 20 Inch Monitor                          | 1982           |
| Yoshitaka Shimano                                | Camera and My Camera Co-Relation               | 1983           |
| Yoshitaka Shimano                                | Rolling                                        | 1984           |
| Radical TV (Daizaburo Harada and Haruhiko Shono) | TV Army                                        | 1985           |
| Naruaki Sasaki                                   | Taller pole                                    | 1985           |
| Koichi Tabata                                    | Mizutama Hour = Polka dot time                 | 1986           |
| Visual Brains (Sei Kazama and Hatsune Ohtsu)     | [Rec Zone]                                     | 1986           |
| Takashi Echigoya                                 | Intervention                                   | 1986           |
| Yoshitaka Shimano                                | TV Drama                                       | 1987           |
| Mao Kawaguchi                                    | AV Syndrome Self Check System                  | 1988           |
| Akihiro Higuchi                                  | Cue                                            | 1990           |
| Dumb Type                                        | Ph                                             | 1990           |
| Jun Ariyoshi                                     | Self Image                                     | 1991           |

## 注目の展覧会
- 1980: Bill Viola: Selected Work 1976 - 1980[22]
- 1981: Norio Imai - Videotape Performance[48]
- 1982: Mako Idemitsu Solo Exhibition[49]
- 1983: Yayoi Kusama’s Self-Obliteration (Performance)[50]
- 1983: Continuum ‘83, Australian Artists in Japan[51]
- 1985: Gary Hill Solo Exhibition[52]

## 出展アーティスト
ビデオギャラリーSCANは，その運営期間中，国内外のビデオ，インスタレーション，その他のマルチメディア・アーティストを紹介してきた．また，日本で唯一ビデオアートを公募したギャラリーとして，アート界で活躍するアーティストから，新進気鋭のビデオ・マルチメディア・アーティストまで，幅広いジャンルのアーティストを紹介した．
- Jun Ariyoshi
- Peter Callas
- Peter Campus
- Takashi Echigoya
- John Gillies
- Daizaburo Harada
- Akihiro Higuchi
- Gary Hill
- Mako Idemitsu
- Norio Imai
- Fujiko Nakaya
- Mao Kawaguchi
- Sei Kazama
- Yoshinobu Kurokawa
- Naoko Kurozuka
- Yayoi Kusama
- Kumiko Kushiyama
- Osamu Nagata
- Ritsu Ogawa
- Hatsune Ohtsu
- Nam June Paik
- Makoto Saito
- Naruaki Sasaki
- Yoshitaka Shimano
- Haruhiko Shono
- Jill Scott
- Koichi Tabata
- Woody Vasulka
- Bill Viola
- Keigo Yamamoto
- 串山久美子